# 張皇后 (劉禅)
張皇后（ちょうこうごう）は、中国三国時代の蜀漢の劉禅の皇后。諱は不詳。父は張飛。母は夏侯覇の従妹。幽州涿郡の人。

## 生涯
建興15年（237年）、宮中に入り、貴人となる。建興16年（238年）正月に皇后となる。
蜀漢が魏に降伏した後の咸熙元年（264年）、劉禅が洛陽に移住すると、張皇后もこれに随行した。